# Armen Darbinyan
Armen Darbinyan (in armeno Արմեն Դարբինյան; Gyumri, 23 gennaio 1965) è un politico armeno.
Ha ricoperto il ruolo di Primo ministro dell'Armenia dall'aprile 1998 al giugno 1999.